# 卡米尼
卡米尼（義大利語：Camini），是意大利雷焦卡拉布里亚省的一个市镇。总面积17平方公里，人口743人，人口密度43.7人/平方公里（2009年）。ISTAT代码为080017。